# Бреговин
Бреговин (также Брегвивин и Брегувин; англ. Bregowine, Breguivine, Breguwine; умер в 764) — 12-й архиепископ Кентерберийский (761—764). Святой, почитаемый Римско-католической церковью, день памяти — 26 августа.

## Биография
Святой Бреговин, согласно его житию, написанному Эдмером, был саксом с континента, отправившимся в Англию, чтобы получить образование в школе у святого Феодора Тарсийского, благодаря репутации которого он стал архиепископом в Кентербери. Иные источники сообщают, что своим возвышением Бреговин обязан королю Кента Этельберту II, однако все эти сведения основываются на источниках, появившихся после завоевания Англии норманнами. Документы, относящиеся к периоду до его вступления в сан, неизвестны.
Известна точная дата возведения Бреговина в сан архиепископа Кентерберийского — 27 сентября 761 года. Его выборы состоялись в тот непродолжительный промежуток времени, когда Кент в период между 756 и 764 годом был свободен от давления Мерсии, поэтому история о роли короля Этельберта II в его избрании выглядит правдоподобной. Бреговин получил свой паллиум от святого папы римского Павла I.
Известны адресованные святому архиепископу Майнца Луллу письма Бреговина, которые сохранились по сей день; в них обсуждается их встреча в Риме. Информация о деятельности Бреговина доступна из сохранившихся хартий. Из одной из них известно, что будучи архиепископом, он старался вернуть монастырь Кукхэм, графство Беркшир, захваченный королём Уэссекса Киневульфом. В другой хартии тэна короля Этельберта говорится о том, что Бреговин согласился принять в дар земли в Кентербери. Многие из ранних хартий диоцеза Кентербери не сохранились, что ограничивает научные знания о Бреговине.
Святой Бреговин умер в 764 году и, как и его предшественник святой Кутберт, был похоронен в крестильне в Кентербери. После пожара 1067 года, уничтожившего крестильню, мощи Бреговина были перенесены в северный придел собора, туда, где находятся мощи других епископов. В 1121 году германским монахом по имени Ламберт была сделана попытка перенести мощи во вновь создаваемый монастырь. Впоследствии мощи святого Бреговина были помещены в алтарь святого Григория, находящийся в южном приделе собора. Бреговин почитается как святой, день памяти — 26 августа, хотя хронист XII века Флоренс Вустерский указывает датой его смерти 24 августа, а другие источники — 25 августа.